# Ljungby
Ljungby – miejscowość (tätort) w Szwecji, w regionie administracyjnym (län) Kronoberg, w gminie Ljungby.
Według danych Szwedzkiego Urzędu Statystycznego liczba ludności wyniosła: 15 785 (31 grudnia 2015), 16 181 (31 grudnia 2018) i 16 094 (31 grudnia 2019).

## Sport
- IF Troja-Ljungby – klub hokeja na lodzie